# Hüreemaral
Hüreemaral (mongoliska: Хүрээмарал Сум, Хүрээмарал, Hüreemaral Sum) är ett distrikt i Mongoliet.   Det ligger i provinsen Bajanchongor, i den centrala delen av landet, 700 km väster om huvudstaden Ulaanbaatar.